# World Broadcasting Unions
World Broadcasting Unions (WBU, traducible al español como Uniones Mundiales de Radiodifusión) es el organismo coordinador de luniones continentales de radiodifusión. Fundada en 1992, es un organismo coordinador a nivel de transmisión internacional. Desde su fundación, la WBU ha brindado soluciones globales sobre temas clave para sus uniones miembro. La Asociación norteamericana de radiodifusoras (NABA), con sede en Toronto, actúa como secretaría de la WBU.
Las uniones continentales de radiodifusión que son miembros de la WBU son:
- Unión Asia-Pacífica de Radiodifusión (ABU)
- Unión de Radiodifusión de los Estados Árabes (ASBU)
- Unión Africana de Radiodifusión (AUB/UAR)
- Unión Caribeña de Radiodifusión (CBU)
- Unión Europea de Radiodifusión (EBU/UER)
- Asociación Internacional de Radiodifusión (IAB/AIR)
- Asociación norteamericana de radiodifusoras (NABA)[1][2]